# الأطباء المشاهير
يشمل الأطباء المشاهير الأطباء والمهنيين الطبيين والأشخاص الذين يحملون لقب طبيب وبعضهم يحملون لقب "دكتور" والذين لديهم تعرض إعلامي واسع النطاق قد يكون للبعض دور ثانوي كفنان ومن أمثلة الأطباء المشاهير الدكتور درو والدكتور ميامي والدكتور أوز والدكتور روث والدكتور ويل.

## الوسائط

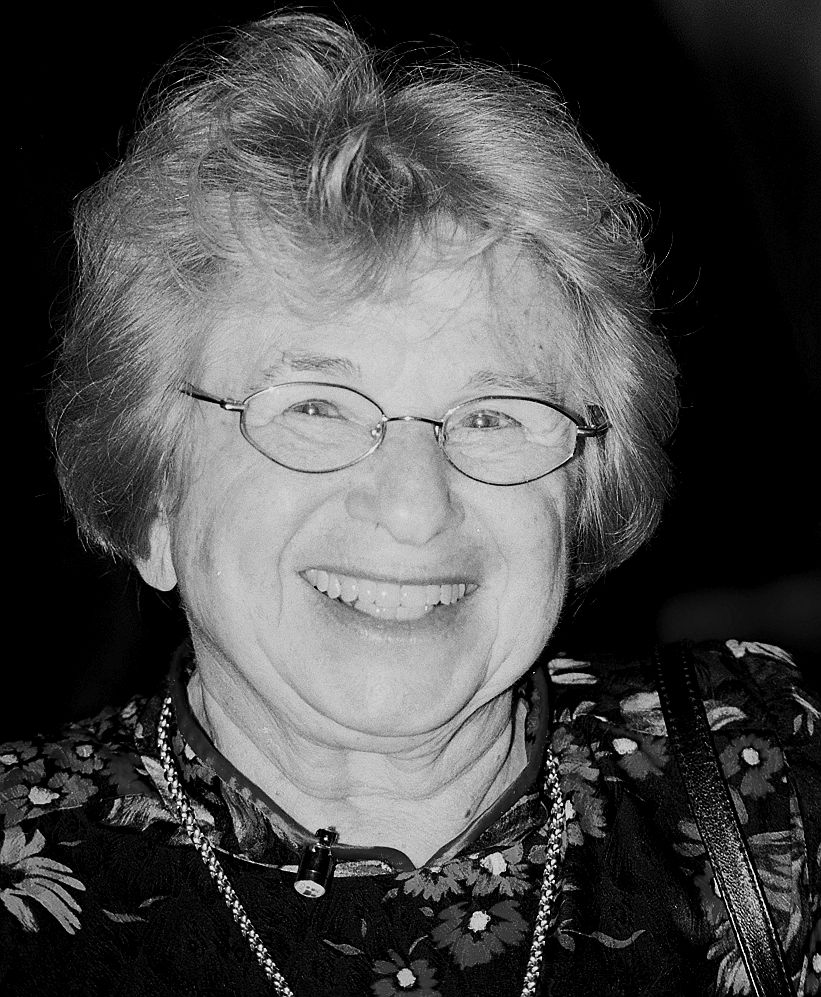
دكتور. روث وستهايمر

"الطبيب مشهور" هو طبيب محترف معروف بظهوره في التلفاز والإنترنت ووسائل التواصل الاجتماعي والكتب والمحاضرات لسنوات عديدة، الأطباء مثل إيفريت كوب وبنجامين سبوك وروث ويستهايمر (د. روث) قدموا نصائح من خلال الراديو والتلفاز والكتب؛ مع نمو الإنترنت ووسائل التواصل الاجتماعي أصبح لدى المتخصصين في المجال الطبي المزيد من المواضع للوصول الى الجماهير، خاصة مع الرسائل البديلة للنصائح الطبية السائدة.
الأطباء المشاهير هم جزء من "مجمع إعلامي للرعاية الصحية" يسعى باستمرار الى جذب اهتمام جديد للمستهلكين في دورة الاخبار على مدار 24 ساعة بمحتوى جذاب حول الصحة من أجل تحقيق تقييمات عالية والحفاظ عليها. هنالك تعارض بين أدوارهم ومسؤولياتهم لكونهم أطباء، وبين دورهم كرجال أعمال وفنانين.
يثق المستهلكون عمومًا في أن المحتوى الذي يتلقونه من الأطباء المشاهير صالح نظرًا لأوراق اعتمادهم وشهرتهم قد يتم تضخيم المحتوى وتبسيطه بسبب الحاجة إلى جذب انتباه الجمهور والحفاظ عليه، وغالبًا ما يكون عامًا وقد لا ينطبق على الفرد الذي يتلقى المحتوى تصبح مشكلة تضارب المصالح حادة بشكل خاص إذا قام طبيب مشهور بتأييد منتج أو نهج محدد للصحة عندما يقدم محتوى حول الصحة، ويبيع أيضًا المنتجات ذات الصلة.
أحيانا يكون المحتوى خطير لأن الأشخاص المرضى يهدرون الوقت باتباعهم نصائح سيئة أو في غير محلها مما يؤدي الى تفاقم مرضهم ويصبح أكثر صعوبة في التعامل.
في إصدار BMJ's Christmas 2014 قررت دراسة أنه بالنسبة للبرنامج التلفزيوني الأطباء "أدلة الأدلة 63 ٪ وتتناقض 14 ٪ ولم يتم العثور عليها بنسبة 24 ٪" من التوصيات التي قدمتها لجنة الأطباء ولأجل برنامج الطبيب أوز "أدلة الأدلة 46 ٪ تتناقض 15 ٪ ولم يتم العثور عليها بنسبة 39 ٪" من توصياته وقالت الدراسة أيضًا إن "الجمهور يجب أن يكون متشككًا في التوصيات المقدمة حول البرامج الحوارية الطبية".

## قائمة الأطباء المشاهير
- ديباك شوبرا[13][14]

- فيل ماكجرو ويعرف أيضا باسم الدكتور فيل (على الرغم من أنه ليس لديه شهادة طبية)[1][6]

- محمد أوز [15][16][1]

- درو بينسكي[17]

- ديفيد بيرلمر[18]

- أندرو ويل[19][1]

- روبرت أتكينز وآرثر أغاتستون أمثلة على أطباء المشاهير الذين قاموا بإنشاء وتروج لوجود حمية فاد[20]

- جيني مانسبيرج[21]

- إريكو واكساكا[22]

- هايدن خو[23]

- شارك العديد من الأطباء من المملكة المتحدة في برنامج تلفزيون الواقع الطبي "أجساد محرجة" (الذي تمت الإشادة به لخدمته للصحة العامة)[24][25] واصبحوا من المشاهير، بما في ذلك بيكسي ماكينا[26] ودون هاربر[27] وكريستيان جيسن.[28][29]